# 요한 포겔
요한 루이 프랑수아 포겔(프랑스어: Johann Louis François Vogel, 1977년 3월 8일 ~ )은 스위스의 전 축구 선수이다. 2009년 블랙번 로버스에서 은퇴하였으며, 2006년에는 스위스 축구 국가대표팀의 주장으로 월드컵에 참가하였다. 그는 수비형 미드필더로 활약하였으며, 화려하게 드러나지는 않지만 실속있는 플레이가 장점이다.
포겔은 그라스호퍼 클럽 취리히에서 프로 선수로 데뷔하여 센터백이나 풀백을 맡았다. 1995년 3월 8일에 열린 그리스 축구 국가대표팀과의 경기에서 국가대표로 데뷔했다. 포겔은 유로1996과 유로2004에 참가했다
그는 1999년 PSV 에인트호번으로 이적하면서 더욱 유명해졌으며, 특히 2004-05 시즌에는 마르크 판 보멀, 필립 코퀴 등과 함께 철통같은 미드필드 운영으로 PSV 에인트호번을 UEFA 챔피언스리그 4강까지 끌어올렸다. 그는 2006-07 시즌이 끝나고 이탈리아 세리에 A의 축구팀인 AC 밀란으로 이적하였으나, 주전 경쟁에서 밀리며 시즌이 끝난 뒤 스페인 프리메라리가의 레알 베티스로 다시 이적하였다. 하지만 적응에 실패하여 팀을 떠나게 되었으며, 2008년 잉글랜드 프리미어리그의 블랙번에 입단하였으나, 시즌이 끝난 뒤 은퇴를 선언하였다.